# Ove Johansson (Footballspieler)

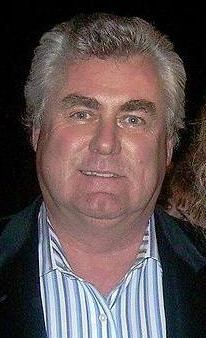
Ove Johanson, 2006

Ove Johansson (* 31. März 1948 in Göteborg; † 30. September 2023 in Amarillo, Texas) war ein schwedischer American-Football-Profispieler.
Johansson wurde in Schweden geboren und wuchs dort auf. Nach seiner Zeit bei der Schwedischen Marine ging er mit einem Freund in die USA, wo er als Fußballtrainer arbeitete. Nachdem sein Visum für die USA abgelaufen war, kehrte er nach Schweden zurück. Doch wegen seiner Freundin, die er kennengelernt hatte, bemühte er sich um ein Stipendium an einem College. 1974 erhielt er ein Fußballstipendium am Davis & Elkins College. Dort blieb er allerdings nur ein Jahr. 1975 folgte er seiner Freundin April an die Abilene Christian University (ACU), wo er zwei Jahre als Kicker College Football spielte. Für ACU kickte er als Junior am 16. Oktober 1976 ein Field Goal aus 69 Yard Entfernung. Zum Vergleich, der Rekord in der NFL steht bei 66 Yards.
Für die Saison 1977 wurde Johansson in der zwölften Runde als 316. Spieler insgesamt von den Houston Oilers gedraftet. Johansson war damit der erste Schwede, der in der nordamerikanischen Profiliga NFL spielte. Doch für die Oilers spielte er nie. Dafür machte er 1977 zwei Spiele für die Philadelphia Eagles, dabei erzielte er ein Field Goal, aus 32 Yards, bei vier Versuchen, sowie einen Extra-Punkt bei drei Versuchen. Eine eher dürftige Bilanz für einen Profikicker.
Er lebte zusammen mit seiner Frau April, mit der er mehr als dreißig Jahre verheiratet war, in Texas. Ihre beiden Kinder absolvierten, wie ihre Eltern, ihre Unizeit an der Abilene Christian University.